# René Charbonneau (architecte)
Pour les articles homonymes, voir René Charbonneau.
René Charbonneau, de son nom de naissance Joseph Charles René Charbonneau est un architecte canadien né à Montréal en 1881 et mort à Montréal en 1969.

## Biographie
Après avoir terminé ses études en 1900, il se joint en 1907 à l'Association des architectes de la province de Québec, puis, en 1909, il devient membre de l'Institut royal d'architecture du Canada.
Il travaille d'abord comme dessinateur pour l'architecte montréalais Joseph Sawyer avant de lancer son propre cabinet en 1909. En 1913, il s'associe avec Louis-Napoléon Audet pour former l'agence Audet et Charbonneau, qui ferme cependant ses portes cinq ans plus tard. Par la suite, Charbonneau travaille seul jusqu'en 1945.
Son travail d'architecte se retrouve sur l'île de Montréal, plus particulièrement à Outremont, où il réalise plusieurs maisons privées et des immeubles d'appartements. On lui doit également le théâtre Outremont, bâti en 1928, une de ses réalisations les plus notables, ainsi que le cinéma Château, construit en 1931.
En 1945, il fonde avec son fils Gérard la firme Charbonneau et Charbonneau. Ils travaillent notamment à des lieux de culte, tels  l'église Très-Saint-Cœur-de-Marie à Chambly en 1951 et l'église de Saint-Pierre-Apôtre à Longueuil, également en 1951. L'église du Christ-Roi à Joliette, qu'il réalise avec son fils en 1952 et 1953, est le premier bâtiment à utiliser le bois lamellé-collé au Québec.
Il meurt à Montréal en 1969.